# راگنستاک
راگنستاک (به لاتین: Roggenstock) یک کوه در سوئیس است که در اشووتس واقع شده‌است. راگنستاک ۱٬۷۷۸ متر بالاتر از سطح دریا واقع شده‌است.